# El Nogal, Ixmiquilpan
El Nogal är en ort i Mexiko.   Den ligger i kommunen Ixmiquilpan och delstaten Hidalgo, i den sydöstra delen av landet, 140 km norr om huvudstaden Mexico City. El Nogal ligger 2 500 meter över havet och antalet invånare är 109.
Terrängen runt El Nogal är kuperad åt sydost, men åt nordväst är den bergig. Runt El Nogal är det ganska tätbefolkat, med 80 invånare per kvadratkilometer. Närmaste större samhälle är Tasquillo, 19,0 km sydväst om El Nogal. I omgivningarna runt El Nogal växer i huvudsak blandskog.